# Мод (Техас)
Мод (англ. Maud) — місто (англ. city) в США, в окрузі Бові штату Техас. Населення — 977 осіб (2020).

## Географія
Мод розташований за координатами 33°19′48″ пн. ш. 94°20′46″ зх. д. / 33.33000° пн. ш. 94.34611° зх. д. (33.329892, -94.346145).  За даними Бюро перепису населення США в 2010 році місто мало площу 3,86 км², уся площа — суходіл.

## Демографія
Згідно з переписом 2010 року, у місті мешкало 1056 осіб у 408 домогосподарствах у складі 273 родин. Густота населення становила 274 особи/км².  Було 453 помешкання (117/км²).
Расовий склад населення:
| - 93,4 % — білих - 4,5 % — чорних або афроамериканців - 0,4 % — азіатів - 0,3 % — корінних американців |

До двох чи більше рас належало 1,3 %. Частка іспаномовних становила 2,2 % від усіх жителів.
За віковим діапазоном населення розподілялося таким чином: 29,2 % — особи молодші 18 років, 56,0 % — особи у віці 18—64 років, 14,8 % — особи у віці 65 років та старші. Медіана віку мешканця становила 35,4 року. На 100 осіб жіночої статі у місті припадало 96,3 чоловіків;  на 100 жінок у віці від 18 років та старших — 92,8 чоловіків також старших 18 років.
Середній дохід на одне домашнє господарство  становив 49 030 доларів США (медіана — 38 077), а середній дохід на одну сім'ю — 48 771 долар (медіана — 39 250). За межею бідності перебувало 23,7 % осіб, у тому числі 30,0 % дітей у віці до 18 років та 13,7 % осіб у віці 65 років та старших.
Цивільне працевлаштоване населення становило 345 осіб. Основні галузі зайнятості: освіта, охорона здоров'я та соціальна допомога — 21,4 %, публічна адміністрація — 19,7 %, роздрібна торгівля — 17,7 %.